# 1-я Маньчжурская армия
1-я Маньчжурская армия — формирование (объединение, армия) Русской императорской армии, на Дальнем Востоке, в период военных действий против императорской Японии.
Управление (штаб) сформировывались в период с 28 октября 1904 года по 1 января 1905 года (по другим данным 4 ноября 1904 года). Расформирована 12 (16) февраля 1906 года.
Первая из трёх Маньчжурских армий, активно действующих во время Русско-японской войны.

## История
Вооружённые силы России на дальневосточном театре военных действий в марте 1904 года составляли одну действующую армию — Маньчжурскую, численностью около 215 000 человек личного состава. С проведением организационных мероприятий началась отправка формирований российской армии из европейской части государства. По мере подхода подкреплений на Дальний Восток и развития военных действий выяснилась невозможность руководить действиями всех вооружённых формирований одному командующему войсками Маньчжурской армией, а потому, ещё до разделения на полевые армии, руководству на театре войны приходилось формировать в составе Маньчжурской полевой армии отряды (группы, группы корпусов) в составе управления, нескольких корпусов и других формирований. Отряды (группы, группы корпусов) представляли собой по существу полевые армии. Так, в сентябрьском наступлении на р. Шахэ имелось два таких отряда и армейский резерв:
- Западный отряд генерала барона Бильдерлинга, в составе 17-го и почти всего 10-го армейского корпусов:
- Восточного отряд генерала барона Штакельберга, в составе 1-го, половины 2-го, 3-го, частей 4-го и 5-го Сибирских корпусов и дивизии генерала Самсонова:
- Резерв войск Маньчжурской полевой армии, в составе 1-го армейского, почти всего 4-го и 6-го Сибирских корпусов.

К окончанию 1904 года и началу 1905 года Маньчжурская армия достигла численности личного состава около 310 000 человек и имела на своём оснащении 1350 орудий. В связи с сосредоточением на театре войны большого количества частей и соединений, непосредственное руководство всеми ими стало невозможным для командующего войсками армии, и руководством было принято решение о сформировании трёх полевых армий, с присвоением им наименования по номерам и местности: — 1-я, 2-я и 3-я Маньчжурская армия, силы каждой, в среднем, около 100 000 человек личного состава при 400 единиц орудий.
1-я Маньчжурская армия, её управление (штаб) сформировывались в период с 28 октября 1904 года по 1 января 1905 года (по другим данным 4 ноября 1904 года).
Армия активно участвовала в военных действиях по отражению японской агрессии.
1-я Маньчжурская армия расформирована 12 (16) февраля 1906 года.

## Руководство

### Командующие армией
Командующий войсками армии:
- 04.11.1904—16.03.1905 (22.10.1904—03.03.1905) — генерал от инфантерии Н. П. Линевич[3].
- 21.03.1905—16.02.1906 (08.03.1905—03.02.1906) — генерал от инфантерии А. Н. Куропаткин

### Начальники полевого штаба
Начальники полевого штаба:
- 10.11.1904—30.03.1905 (28.10.1904—17.03.1905) — генерал-лейтенант В. И. Харкевич.
- 06.04.1905—xx.xx.19xx (24.3.1905—18.04.1906) — генерал-лейтенант А. Е. Эверт.

### Генерал-квартирмейстер
- 13.11.1904—24.03.1905 — генерал-майор П. И. Огановский.

### Инспекторы артиллерии
- 28.10.1904—17.08.1905 — генерал-майор А. С. Михеев.
- 17.08.1905—19.04.1906 — генерал-лейтенант К. П. Фан-дер-Флит.

### Инспектор инженеров
- 04.12.1904—26.11.1905 — генерал-лейтенант Н. Е. Туманов.

### Начальник санитарной части
- 26.6.1905—19.8.1906 — генерал-лейтенант К. М. Алексеев.

## Состав
Управление (штаб) войск армии
- 1-й армейский корпус
  - 22-я пехотная дивизия.
  - 37-я пехотная дивизия.
  - 7-я артиллерийская бригада (обычно 5 — 8 батарей и дивизионов)
  - 43-я артиллерийская бригада
  - 2-й Верхнеудинский казачий полк[4]

- 1-й Сибирский корпус
  - 1-я Восточно-Сибирская стрелковая дивизия
  - 9-я Восточно-Сибирская стрелковая дивизия
  - 1-я Восточно-Сибирская артиллерийская бригада
  - 1-я Восточно-Сибирская летучая артиллерийская парковая бригада
  - 9-я Восточно-Сибирская артиллерийская бригада
  - 9-я Восточно-Сибирская летучая артиллерийская парковая бригада
  - 1-й Восточно-Сибирский горный полк
  - Приморский драгунский полк

- 2-й Сибирский корпус
  - 5-я Восточно-Сибирская стрелковая дивизия
  - 1-я Восточно-Сибирская пехотная дивизия
  - 7-й Сибирский казачий полк

- 3-й Сибирский армейский корпус
  - 3-я Восточно-Сибирская стрелковая дивизия
  - 6-я Восточно-Сибирская стрелковая дивизия
  - 8-й Сибирский казачий полк
  - 2-й Восточно-Сибирский сапёрный батальон
  - Дивизионный лазарет[5]
  - 2-й военно-санитарный транспорт
  - Штаб 3-го Сибирского корпуса

- 4-й Сибирский армейский корпус
  - 2-я Сибирская пехотная дивизия
  - 3-я Сибирская пехотная дивизия
  - 2-й обозный батальон
  - Штаб 4-го Восточно-Сибирского корпуса

- Отряд генерала-лейтенанта П. К. Ренненкампфа
  - 71-я пехотная дивизия. Состав дивизии:
    - Штаб дивизии
    - 281-й пехотный Дрисский полк
    - 282-й пехотный Черноярский полк
    - 283-й пехотный Бугульминский полк
    - 284-й пехотный Чембарский полк
    - Дивизионный лазарет
    - 30-й подвижной госпиталь
    - 31-й подвижной госпиталь
    - Дивизионный обоз

  - 5-й Забайкальский казачий батальон
  - 6-й Забайкальский казачий батальон
  - 2-й Нерчинский казачий полк Забайкальского казачьего войска[6]
  - Арбяной артиллерийский военный транспорт
  - Дивизионный лазарет (71-й пехотной дивизии)

- Части, не входящие в состав корпусов (армейского подчинения):
  - 1-й Восточно-Сибирский понтонный батальон
  - Обозный полевой штаб 1-й армии
  - Управление начальника транспортов 1-й Армии
  - 10-й арбяной транспорт
  - 57-й арбяной транспорт
  - 3-й обозный батальон

- Управление интенданта 1-й армии
  - 72-я полевая подвижная хлебопекарня
  - 4-я полевая подвижная хлебопекарня

- Части, не входящие в состав 1-й армии (приданные в оперативное руководство):
  - 3-й Сибирский артиллерийский дивизион
  - 5-й Стрелковый артиллерийский дивизион
  - 1-й Верхнеудинский казачий полк[7]
  - 4-й Сибирский артиллерийский дивизион
  - 9-й сапёрный батальон